# Hypercompe
Genre
Hypercompe est un genre de lépidoptères (papillons) américains de la famille des Erebidae et de la sous-famille des Arctiinae.

## Liste des espèces
Selon FUNET Tree of Life (3 novembre 2020) :
- Hypercompe albescens (Hampson, 1901)
- Hypercompe confusa (Druce, 1884)
- Hypercompe suffusa (Schaus, 1889)
- Hypercompe cermelii Watson, 1977
- Hypercompe oslari (Rothschild, 1910)
- Hypercompe andromela (Dyar, 1909)
- Hypercompe cretacea (Dognin, 1912)
- Hypercompe albicornis (Grote, 1865)
- Hypercompe albiscripta (Druce, 1901)
- Hypercompe indecisa (Walker, 1855)
- Hypercompe chelifer (Forbes, 1929)
- Hypercompe obtecta (Dognin, 1907)
- Hypercompe melanoleuca (Rothschild, 1910)
- Hypercompe tenebra (Schaus, 1894)
- Hypercompe atra (Oberthür, 1881)
- Hypercompe amulaensis (Druce, 1889)
- Hypercompe extrema (Walker, 1855)
- Hypercompe permaculata (Packard, 1872)
- Hypercompe ecpantherioides (Rothschild, 1935)
- Hypercompe campinasa (Schaus, 1938)
- Hypercompe magdalenae (Oberthür, 1881)
- Hypercompe steinbachi (Rothschild, 1910)
- Hypercompe guyanensis Laguerre, 2009
- Hypercompe brasiliensis (Oberthür, 1881)
- Hypercompe praeclara (Oberthür, 1881)
- Hypercompe laeta (Walker, 1855)
- Hypercompe leucarctioides (Grote & Robinson, 1867)
- Hypercompe ochreator (Felder & Rogenhofer, 1874)
- Hypercompe cotyora (Druce, 1884)
- Hypercompe unilineata (Gaede, 1928)
- Hypercompe nigriloba (Hulstaert, 1924)
- Hypercompe deflorata (Fabricius, 1775)
- Hypercompe quitensis (Oberthür, 1881)
- Hypercompe ocularia (Fabricius, 1775)
- Hypercompe columbina (Oberthür, 1881)
- Hypercompe distans (Oberthür, 1881)
- Hypercompe jaguarina (Schaus, 1921)
- Hypercompe dognini (Rothschild, 1910)
- Hypercompe robusta (Dognin, 1891)
- Hypercompe cunigunda (Stoll, [1781])
- Hypercompe orsa (Cramer, [1777])
- Hypercompe persephone (Tessmann, 1928)
- Hypercompe anomala (Burmeister, 1883)
- Hypercompe decora (Walker, 1855)
- Hypercompe orbiculata (Oberthür, 1881)
- Hypercompe abdominalis (Walker, [1865])
- Hypercompe annexa (Oberthür, 1881)
- Hypercompe detectiva (Oberthür, 1881)
- Hypercompe detecta (Oberthür, 1881)
- Hypercompe kinkelini (Burmeister, 1880)
- Hypercompe aramis (Oberthür, 1881)
- Hypercompe alpha (Oberthür, 1881)
- Hypercompe perplexa (Schaus, 1911)
- Hypercompe peruvensis (Hampson, 1901)
- Hypercompe muzina (Oberthür, 1881)
- Hypercompe bolivar (Oberthür, 1881)
- Hypercompe caudata (Walker, 1855)
- Hypercompe conspersa (Walker, 1866)
- Hypercompe dubia (Rothschild, 1922)
- Hypercompe trinitatis (Rothschild, 1910)
- Hypercompe icasia (Cramer, [1777])
- Hypercompe eridanus (Cramer, [1775])
- Hypercompe mielkei Watson & Goodger, 1986
- Hypercompe mus (Oberthür, 1881)
- Hypercompe castronis (Strand, 1919)
- Hypercompe contexta (Oberthür, 1881)
- Hypercompe heterogena (Oberthür, 1881)
- Hypercompe kennedyi (Rothschild, 1910)
- Hypercompe hambletoni (Schaus, 1938)
- Hypercompe gaujoni (Dognin, 1889)
- Hypercompe andensis (Rothschild, 1922)
- Hypercompe nigriplaga (Walker, 1855)
- Hypercompe burmeisteri (Rothschild, 1910)
- Hypercompe scribonia (Stoll, [1790])
- Hypercompe beckeri Watson & Goodger, 1986
- Hypercompe obscura (Schaus, 1901)
- Hypercompe nemophila (Herrich-Schäffer, [1853])
- Hypercompe neurophylla (Walker, 1856)
- Hypercompe bricenoi (Rothschild, 1909)
- Hypercompe ockendeni (Rothschild, 1909)
- Hypercompe tirolensis Laguerre, 2019
- Hypercompe tessellata (Druce, 1906)
- Hypercompe dissimilis (Schaus, 1896)
- Hypercompe lemairei Watson & Goodger, 1986
- Hypercompe bahiaensis Laguerre, 2019
- Hypercompe marcescens (Felder & Rogenhofer, 1874)
- Hypercompe turruptianoides (Rothschild, 1910)
- Hypercompe fuscescens (Rothschild, 1917)
- Hypercompe testacea (Rothschild, 1909)
- Hypercompe pertestacea (Rothschild, 1935)